# Ivan Vukić
Ivan Vukić, u dokumentima i kao Ioannem Blasium Ignatium Lupis, Giovanni Biagio Luppis,  (od 1869: Giovanni Biagio Luppis Ritter von Rammer) poznat i kao Ivan Luppis ili Ivan Lupis (Rijeka, 28. siječnja 1813. – Torriggia, 11. siječnja 1875.), hrvatski inovator i pomorski časnik austro-ugarske mornarice rodom iz Rijeke.
Bio je sin Ferdinanda i Ivane Lupis rođene Perić (Perich).  Kao mornarički časnik, bio je zapovjednik austrijske fregate "Venus". Izumio je i 1860. godine sagradio torpedo, koji je poslije usavršio britanski strojarski inženjer Robert Whitehead, direktor tvrtke "Stabilimento tecnico Fiumano". Kao rezultat uspješnog izuma 1873. godine utemeljena je tvornica torpeda "Whitehead & Co." u Rijeci (prije tvornica Torpedo). Ubrzo je licencu za korištenje torpeda zatražilo 19 zemalja te je od 1880. godine Lupis-Whiteheadov torpedo postao standardno naoružanje razvijenijih ratnih mornarica.

## Vanjske poveznice
- Ivan Vukić, izumitelj torpeda (istrapedia.hr)
- Ivan Blaž Lupis Hrvatska tehnička enciklopedija, portal hrvatske tehničke baštine. LZMK